# Złoty lotos
Złoty lotos (oryg. Jin ping shuang yan) – hongkoński dramatyczny-romantyczny film akcji z 1974 roku w reżyserii Li Han-hsiang.
Film zarobił 1 842 470 dolarów hongkońskich w Hongkongu.

## Obsada
Źródło: Filmweb

- Jackie Chan – brat Yun, sprzedawca gruszek
- Gam Woo
- Niu Tien
- Peter Yang Kwan
- Shen Chan – Lu Hua
- Wong Yue – muzykant
- Chen Ping – Chun Mei, pokojówka
- Ging Man Fung
- Mei Hua Chen – Yu Hsiao, pokojówka
- Ling Chiang – Meng Yu-lou, druga konkubina
- Nan Chiang – Wu Dai Lang
- Hsun Chin – Lai Hsing
- Feng Erh
- Ping Ha – Sun Hsueh-o, druga konkubina
- Wen Hsia – Hui-erh, pokojówka
- Yu Hsu – Wu Yue-nian, pierwsza żona
- Chiu Chin Ku – Li Chiao-erh, pierwsza konkubina
- Han Ling
- Hui-Ling Liu – Pai Chin-chun
- Wu Chi Liu – kurtyzana Wu Yin-erh
- Han Lo – urzędnik sądowy Hsia
- Hung Lu
- Dean Shek – doktor Chiang Chu-shan
- Ying Tan
- Ching Tien – Tzu-hsi Hua
- Ni Tien – Ping-erh Li, piąta konkubina
- Han Chen Wang – Chang Sheng
- Lai Wang – Wang Ma
- Kwan Yeung – Hsi Men Ching